# تی‌وی‌بی
تی‌وی‌بی (無綫電視) نخستین شرکت پخش تلویزیونی بی‌سیم در کشور هنگ کنگ است. این شرکت ۵ شبکهٔ تلویزیونی رایگان دارد و بزرگترین شرکت پخش تلویزیونی رایگان در این کشور محسوب می‌شود.
تی‌وی‌بی در عین حال، یکی از بزرگترین تولیدکنندگان برنامه‌های تلویزیونی در جهان است. این شرکت که ۴۵۰۰ کارمند دارد در ۲۶ ژوئیه ۱۹۶۵ تأسیس شد و نخستین پخش آن در ۱۹ نوامبر ۱۹۶۷ میلادی بود.
تنها رقیب این شرکت، «ایژا تله‌ویژن» (ATV) است؛ چراکه شرکت RTHK، با آنکه به تهیه و تولید برنامه‌های تلویزیونی می‌پردازد، اما خودش آنها را پخش نمی‌کند.